# Danuvia 39M/39A/43M

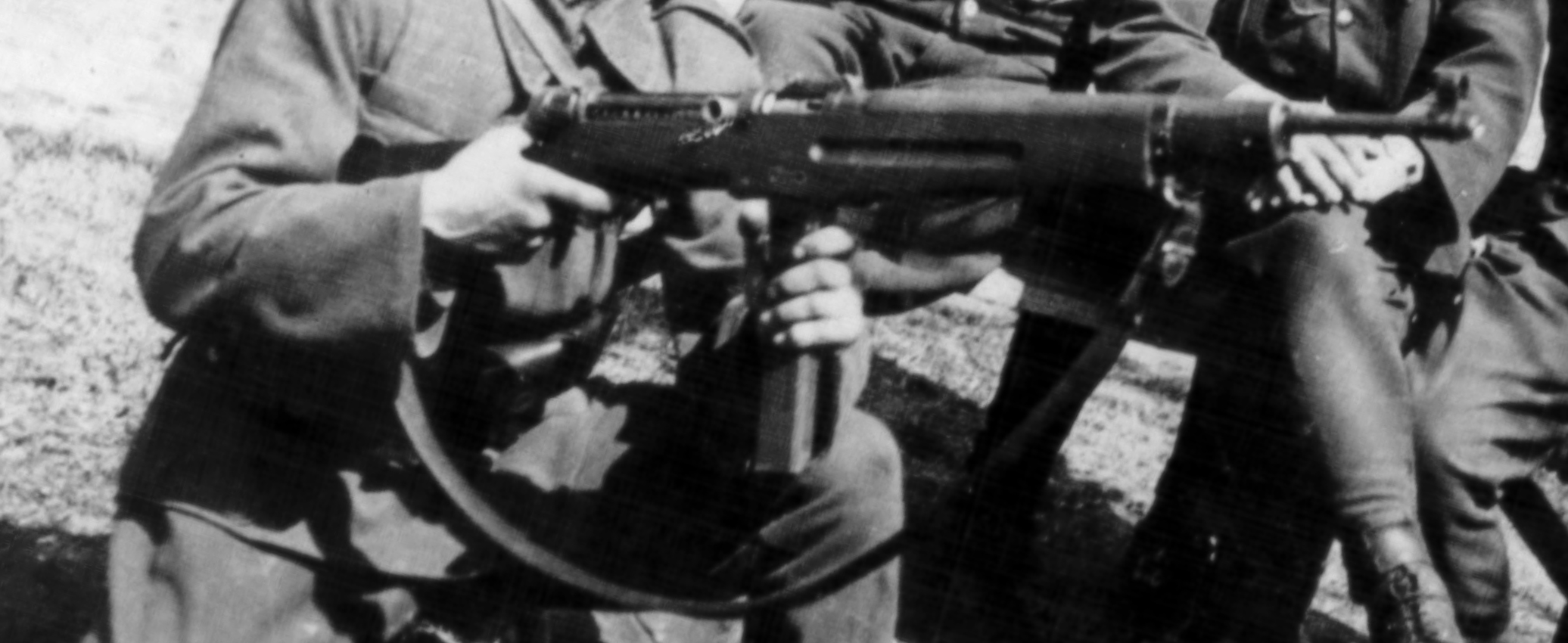
Photo d'un soldat hongrois armé d'un PM 39M magyar en 1944.

Les pistolets-mitrailleurs hongrois Danuvia 39M, 39A et 43M furent utilisés durant la Seconde Guerre mondiale, principalement sur le Front de l’Est. Ils ont ensuite été remplacés par le PM 48M (PPSh-41 produit sous licence).

## Technique

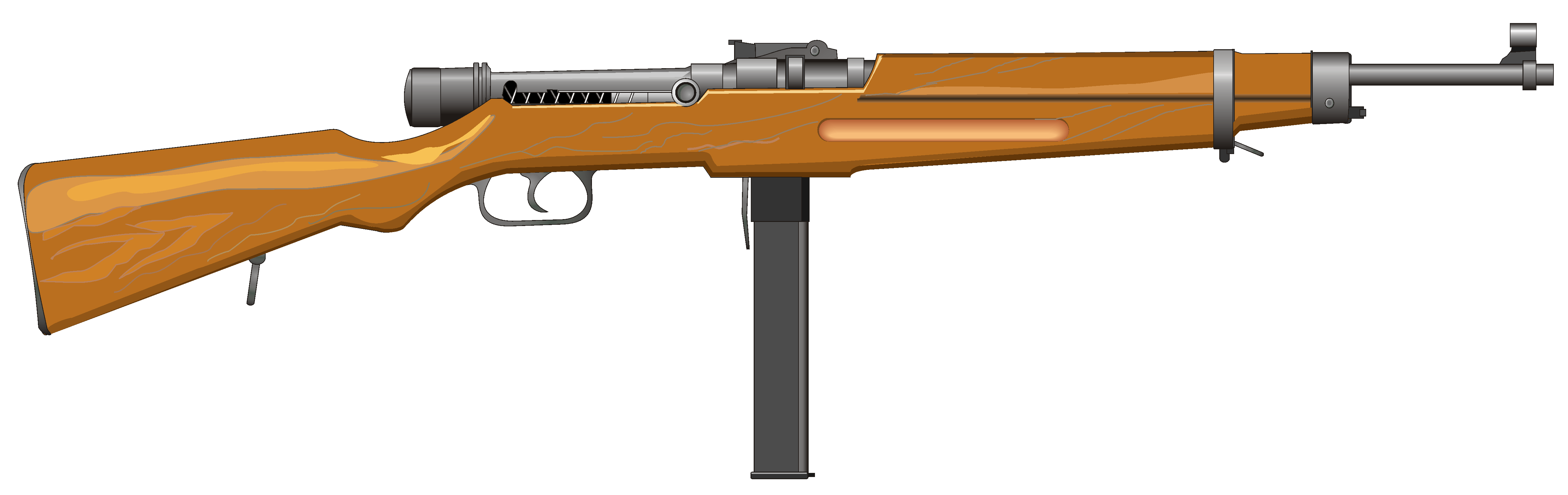
Un Danuvia 39M.

Inventées par l’ingénieur hongrois Pál Király (en), ces armes automatiques sont construites en bois et en acier usiné. Elles fonctionnent grâce à une culasse non calée avec recul différé et sélecteur de tir. La hausse est réglable avec un cran de mire en Vé ; le guidon étant à lame (sous tunnel sur le 43M). Pour le transport, le chargeur peut être rabattu en avant. Ces armes furent produites par la manufacture gouvernementale du Danube. Les chargeurs des 39M et 43M ne sont pas interchangeables.

## Variantes
- 39M : premier modèle règlementaire à partir de 1939 muni d’une crosse fixe en bois. Entre 8 000 et 10 000 PM en service en 1941
- 39A : variante du 39M à crosse repliable latéralement par charnière. Production limitée.
- 43M : version améliorée. Canon raccourci. Crosse métallique repliable et poignée pistolet en bois.

## Données numériques

### PM 39M
- Munition : 9 mm Mauser
- Canon : 50 cm
- Longueur maximale : 105 cm
- Masse de l’arme vide : 4,3 kg
- Chargeur : 40 cartouches
- Cadence de tir théorique : 700 coups par minute

### PM 43M
- Munition : 9 mm Mauser
- Canon : 43 cm
- Longueur maximale : 94 cm
- Longueur minimale : 75 cm
- Masse de l’arme vide : 4 kg
- Chargeur : 40 cartouches
- Cadence de tir théorique : 700 coups par minute